# Aert Pietersz

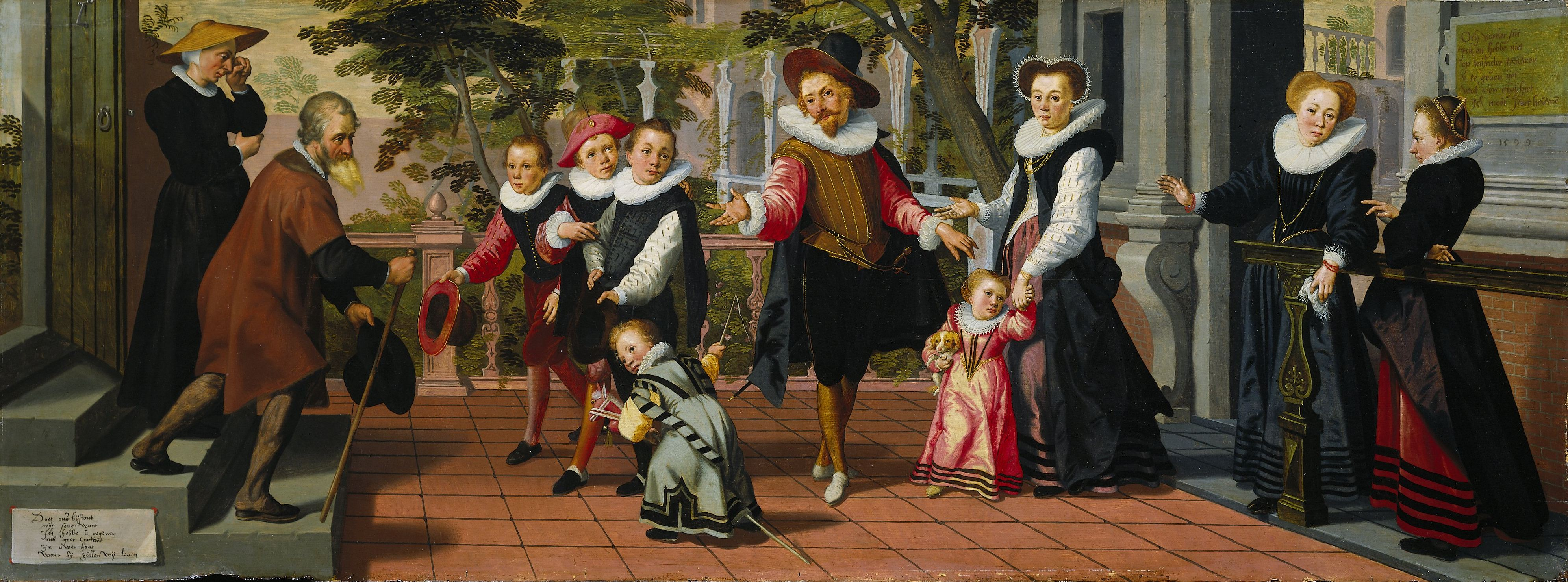
Aert Pietersz, Bohaté děti, chudí rodiče, Rijksmuseum, 1599

Aert Pietersz (1550 Amsterdam – 1612 Amsterdam) byl holandský malíř.
Aert Pietersz se narodil a zemřel v Amsterodamu. Podle Karla van Mandera byl druhým synem Pietera Aertsena, mladším bratrem Pietera Pietersze staršího a starším bratrem Dircka Pietersze. Byl dobrým malířem historických alegorií. Několik jeho portrétů je v Amsterdamu, kde byl pohřben 12. června 1612.